# Peter Beardsley
Peter Andrew Beardsley (Newcastle upon Tyne, 18 gennaio 1961) è un ex calciatore e allenatore di calcio britannico, di ruolo attaccante.
Fu attivo negli anni ottanta e novanta in numerosi club di Premier League e nella Nazionale inglese.

## Carriera
Prodotto del famoso vivaio del Wallsend Boys Club di Newcastle, Beardsley mosse i primi passi nel calcio professionistico con la maglia del Carlisle United con cui collezionò 126 presenze e 26 gol nella Third Division. Venne notato dalla squadra canadese dei Vancouver Whitecaps, protagonista della NASL, che lo acquistò per 275.000 £ il 1º aprile 1982. Rimase ai Whitecaps per soli cinque mesi prima di tornare in Inghilterra: il Manchester Utd lo acquistò per 300.000 £ il 9 settembre 1982.
L'esperienza con i Red Devils fu breve e sfortunata: in sei mesi fece una sola presenza in League Cup prima di tornare a Vancouver il 1º marzo 1983, con un trasferimento gratuito. Anche stavolta però la permanenza in Canada fu breve, il 23 settembre 1983 tornò al club che lo aveva cresciuto, il Newcastle. Con la maglia del Newcastle Utd Beardsley segnò 61 gol in quattro stagioni che gli valsero la convocazione ai campionato del mondo 1986 in cui segnò anche un gol, contro il Paraguay.
Nel 1987 si trasferì al Liverpool per 1,9 milioni di sterline. Con la maglia dei Reds segnò 46 gol in 131 presenze, contribuendo alla vittoria di due campionati, una FA Cup e tre Charity Shield. Nel 1991, all'età di trent'anni, si trasferì all'Everton con cui rimase per due stagioni prima di tornare al Newcastle dove rimase sino al 1997. Dal 1997 al 1999 Beardsley, ormai in chiusura di carriera, cambiò sei squadre, vincendo un campionato di Second Division con l'Hartlepool United e facendo anche una breve esperienza in Australia con la maglia dei Melbourne Knights prima di lasciare il calcio giocato all'età di 38 anni.

## Palmarès

### Club

#### Competizioni nazionali
- Campionato inglese: 2

Liverpool: 1987-1988, 1989-1990
- Charity Shield: 3

Liverpool: 1988, 1989, 1990
- Coppa d'Inghilterra: 1

Liverpool: 1988-1989

### Individuale
- Squadra dell'anno della PFA: 2

1990, 1994